# 稻敷郡

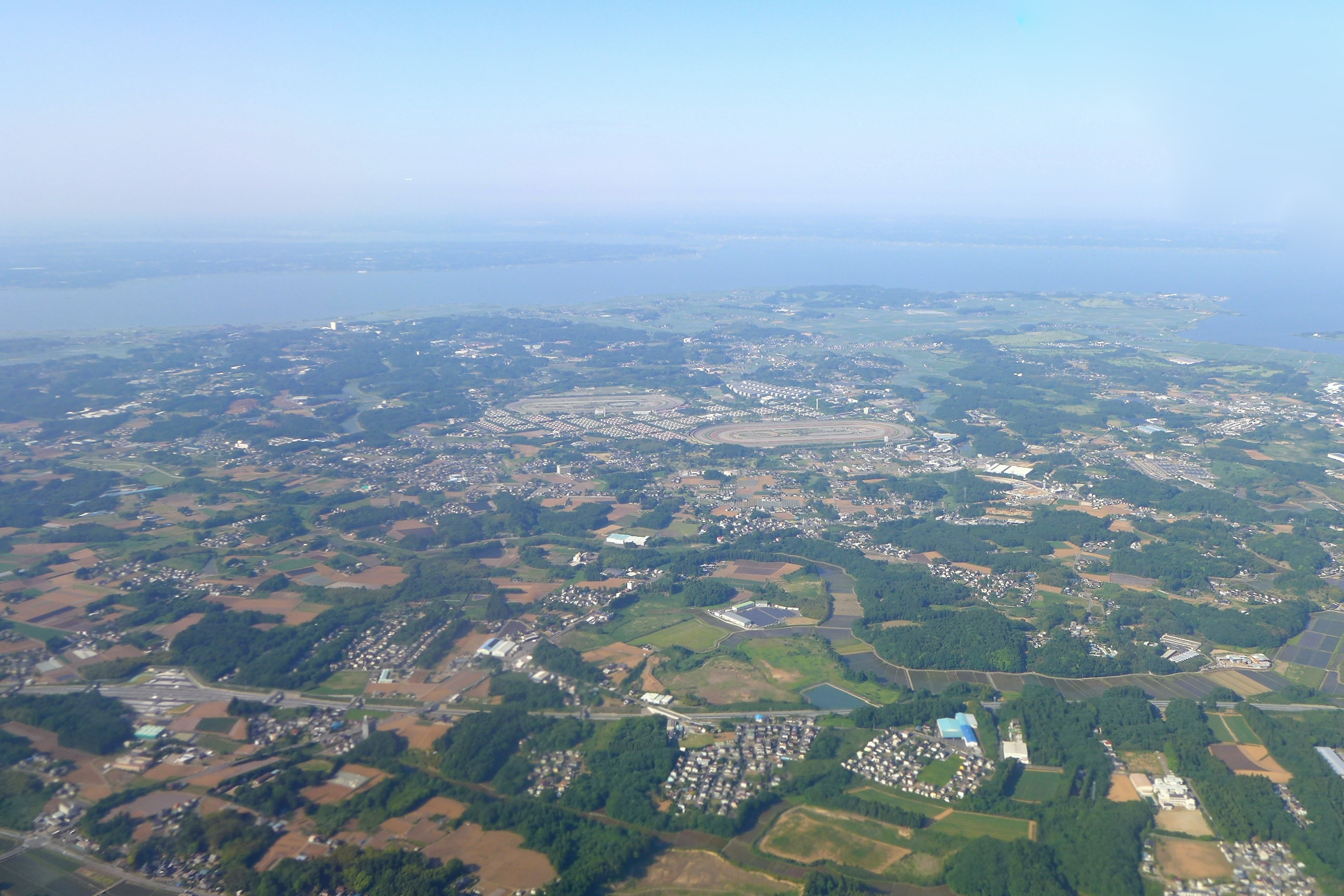
稻敷郡

稻敷郡（日语：／ Inashiki gun */?）是茨城縣的一郡。人口70,809人、面積182.31 km² （2020年1月1日、推計人口）。
現轄有以下2町1村。
- 阿見町
- 河內町
- 美浦村

## 沿革
- 1896年4月1日 - 信太郡與河內郡合併。（2町29村）
- 1899年4月1日 - 千葉縣香取郡本新島村、十余島村、金江津村編入稻敷郡。（2町32村）
- 1942年8月1日 - 源清田村與長竿村合併，並改制為瑞穗村。（2町31村）
- 1945年5月7日 - 阿見村施行町制，改制為阿見町。（3町30村）
- 1947年9月1日 - 朝日村的一部份併入土浦市。
- 1949年8月1日 - 瑞穗村自源清田村分立出來。（3町31村）
- 1950年11月3日 - 瑞穗村改名為長竿村。
- 1954年1月1日 - 牛久村施行町制，改制為牛久町。（4町30村）